# Zimmritz
Zimmritz ist ein Ortsteil der Gemeinde Milda im Saale-Holzland-Kreis in Thüringen.

## Geografie
Zimmritz liegt am Beginn der Ostabdachung der Ilm-Saale-Muschelkalkplatte bei etwa 420 m über NN. Eine Straße führt von Bucha über Milda und Zimmritz zur Bundesstraße 88 bei Schöps. In Milda erhält man Anschluss an die Landesstraße 2309 und zur Bundesautobahn 4.

## Geschichte
Zimmritz wurde am 20. Januar 1366 urkundlich erstmals genannt.
Die romanische Dorfkirche Christi Himmelfahrt erhielt im 13./14. Jahrhundert einen Chorturm, weitere bauliche Ergänzungen erfolgten um 1500. Nach einem Brand erhielt sie Ende des 18. Jahrhunderts ein Mansarddach.
Zwischen Zimmritz und Dürrengleina wurde in Zeiten der DDR eine Milchviehanlage gebaut, um die Bauern manuell zu entlasten und die Milchproduktion zu erhöhen. Diese Anlage wurde gemeinsam von den Betrieben des Umfeldes betrieben. Sie wurde nach der deutschen Wiedervereinigung von einer Agrargenossenschaft übernommen. Die Stadtwerke Energie Jena-Pößneck und die Agrargenossenschaft Bucha betreiben gemeinsam eine 2013 auf dem Gelände errichtete Biogasanlage. Mit den jährlich rund 4,7 Gigawattstunden erzeugten Stroms wird der Bedarf von etwa 2.600 Haushalten gedeckt.